# Komunikacyjne nauczanie języka
Komunikacyjne nauczanie języka (ang. communicative language teaching, CLT) – metoda nauczania języka drugiego i języka obcego, która kładzie nacisk na interakcję jako zarówno środek, jak i ostateczny cel uczenia się języka. Jest ono również nazywane „komunikacyjną metodą nauczania języków obcych” lub po prostu „metodą komunikacyjną”.

## Związek z innymi metodami i podejściami
Z historycznego punktu widzenia CLT jest postrzegane jako odpowiedź na metodę audio-lingwistyczną (ALM), oraz jako przedłużenie lub rozwój sylabusa pojęciowo-funkcjonalnego. Nauczanie języka w oparciu o zadanie, nowsza odmiana CLT, zdobyła znaczną popularność.

### Metoda audiolingwalna
Metoda audiolingwalna (ALM) pojawiła się jako bezpośrednia odpowiedź na potrzebę biegłości w zakresie słuchania i mówienia podczas i po II Wojnie światowej. Jest ona ściśle związana z behawioryzmem, i w ten sposób uczyniła metodę uczenia się polegającą na drylach, powtarzaniu oraz formułowaniu nawyków kluczowymi elementami nauczania. Zwolennicy ALM byli zdania, że z tego nacisku na powtarzanie wynika również nacisk na poprawność językową, i twierdzili, że ciągłe powtarzanie błędów prowadziłoby do trwałego przyswojenia sobie niepoprawnych struktur i niestandardowej wymowy.
W klasie lekcje zorganizowane były często w oparciu o strukturę gramatyczną i prezentowane w formie krótkich dialogów. Często studenci słuchali wielokrotnie nagrań rozmówek (na przykład w laboratorium językowym) i skupiali się na poprawnym imitowaniu wymowy oraz struktur gramatycznych w tych dialogach.
Krytycy ALM twierdzili, że ten nadmierny nacisk na powtarzanie i poprawność w ostatecznym rozrachunku nie pomagał uczniom w osiągnięciu kompetencji komunikacyjnej w języku docelowym. Noam Chomsky twierdził „Język nie jest strukturą o charakterze nawykowym. Zwykłe zachowanie językowe najczęściej obejmuje innowację, formułowanie nowych zdań i wzorców zgodnie z zasadami charakteryzującymi się duża abstrakcyjnością i zawiłością”. Szukali oni nowych sposobów prezentacji i organizowania nauczania języka, oraz postulowali sylabus funkcjonalno-pojęciowy, oraz ostatecznie CLT jako najbardziej efektywną metodę nauczania języków drugich i obcych. Jednak metodologia audiolingwalna nadal dominuje w wielu podręcznikach i materiałach nauczania. Ponadto zwolennicy metod audiolingwalnych zwracają uwagę na swoje sukcesy w poprawianiu aspektów językowych, które oparte są na nawyku, zwłaszcza jeśli chodzi o wymowę.

### Sylabus funkcjonalno-pojęciowy
Sylabus funkcjonalno-pojęciowy jest bardziej metodą zorganizowanego uczenia się języka niż metodą lub podejściem do nauczania. W sylabusie funkcjonalno-pojęciowym nauczanie jest zorganizowane nie w oparciu o strukturę gramatyczną jak to często robiono w przypadku ALM, ale w oparciu o „pojęcia” oraz „funkcje”. W modelu tym, „pojęcie” jest danym kontekstem, w którym komunikują się ludzie, natomiast “funkcja” jest specyficznym celem mówiącego w danym kontekście. Przykładowo, „pojęcie” lub kontekst zakupy wymaga wielu funkcji językowych takich jak pytanie o cenę lub cechy produktu oraz negocjowanie ceny. Podobnie, pojęcie impreza wymagałoby wielu funkcji takich jak przedstawianie się i powitania, a także dyskutowanie o zainteresowaniach i hobby. Zwolennicy sylabusu funkcjonalno-pojęciowego byli zdania, że radził on sobie z niedoskonałościami, jakie widzieli oni w ALM poprzez pomaganie studentom rozwinąć ich umiejętność efektywnej komunikacji w różnych kontekstach z życia wziętych.

### Nauka poprzez nauczanie (LdL)
Nauka poprzez nauczanie jest metodą rozpowszechnioną w Niemczech (Jean-Pol Martin). Studenci przejmują rolę nauczyciela i uczą swoich rówieśników.

## CLT w zarysie
Jako rozwinięcie sylabusa funkcjonalno-pojęciowego, CLT również kładzie duży nacisk na pomaganie studentom w używaniu języka docelowego w różnych kontekstach, a także bardzo podkreśla uczenie się funkcji językowych. W przeciwieństwie do ALM, głównie skupia się na pomaganiu uczącym się w tworzeniu znaczenia, raczej niż pomaganiu im w rozwijaniu perfekcyjnych struktur gramatycznych oraz nabycia wymowy zbliżonej do wymowy rodzimych użytkowników języka. Oznacza to, że sukces nauczenia się języka obcego oceniany jest według tego jak dobrze uczący się rozwinęli swoją kompetencję komunikacyjną, co bardzo swobodnie można zdefiniować jako ich zdolność do zastosowania wiedzy zarówno formalnych jako socjolingwistycznych aspektów językowych z odpowiednią biegłością w komunikacji.
CLT zwykle określa się raczej jako szerokie podejście do nauczania, niż metodę nauczania z wyraźnie zdefiniowanym zbiorem praktyk używanych w klasie. Jako takie, jest ono często definiowane jako lista zasad lub cech ogólnych. Jednymi z najbardziej znanych cech charakterystycznych na tych listach są opracowane przez Davida Nunana (1991) pięć cech CLT:
- Nacisk na uczenie się komunikacji poprzez interakcję w języku docelowym.
- Wprowadzanie tekstów autentycznych do procesu uczenia się.
- Stworzenie uczącym się możliwości do skupienia się nie tylko na języku, lecz również na procesie zarządzania nauką.
- Docenienie wkładu osobistych doświadczeń uczącego się jako ważnego elementu nauki w klasie.
- Próba powiązania nauki w klasie z czynnościami językowymi poza klasą.

Te pięć cech, jak twierdzą praktycy CLT pokazują ich zainteresowanie potrzebami i pragnieniami ich kursantów, jak również związek między językiem, jaki nauczany jest w klasie z językiem używanym poza klasą. Według tej bardzo szerokiej definicji jakakolwiek praktyka nauczania, która pomaga studentom rozwijać ich kompetencję komunikacyjną w kontekście autentycznym uważana jest za dopuszczalną i korzystną formę nauczania. Dlatego też, w klasie CLT często przybiera formę pracy w parach lub grupach, wymagających negocjacji i współpracy między uczącymi się, ćwiczeń na płynność językową, które zachęcają uczących się do rozwijania pewności siebie, gier z rolami, w których studenci ćwiczą i rozwijają funkcje językowe, jak również rozsądnego użycia ćwiczeń na gramatykę i wymowę.

## Ćwiczenia w klasie używane w CLT
Przykładowe ćwiczenia:
- odgrywanie ról
- rozmowy w formie wywiadu
- luki informacyjne
- gry
- wymiana językowa
- ankiety
- praca w parach
- nauka przez nauczanie

Jednakże nie wszystkie kursy, które wykorzystują komunikacyjne podejście do języka ograniczą swoje ćwiczenia wyłącznie do wyżej wymienionych. W niektórych kursach studenci będą czasami pisać testy gramatyczne lub na przykład, przygotowywać w domu mało komunikacyjne ćwiczenia w formie drills.

## Krytyka CLT
Jednym z najsławniejszych ataków na komunikatywne nauczanie języka był autorstwa Michaela Swana w the English Language Teaching Journal z 1985. Henry Widdowson odpowiedział broniąc CLT, także w ELT Journal (1985 39(3):158–161). Bardziej współcześnie inni pisarze (np. Bax) krytykowali CLT za zwracanie zbyt małej uwagi na kontekst, w którym ma miejsce uczenie i nauka, ale CLT również obroniło się przed tym zarzutem (np. Harmer 2003).
Często komunikacyjne określane jest jako przynoszące efekty, jeśli nauczyciel rozumie ucznia. Jednakże jeśli nauczyciel pochodzi z tego samego regionu co uczeń, nauczyciel będzie rozumiał błędy wynikające z wpływu pierwszego języka. Rodzimi użytkownicy języka docelowego wciąż mogą mieć problem z ich zrozumieniem. Obserwacja ta może wymagać nowego sposobu myślenia i adaptacji podejścia komunikacyjnego. Zmodyfikowane podejście komunikacyjne powinno polegać na symulacji, w której nauczyciel udaje, że rozumie tylko to, co zrozumiałby przeciętny rodzimy użytkownik języka docelowego i reaguje w sposób odpowiedni.